# آب‌چین
ابچین، روستایی است از توابع بخش هزارجریب شهرستان نکا در استان مازندران ایران.این روستا دارای قدمتی بالغ بر ۳۰۰ سال است. از ویژگی‌های این روستا تابستان‌های بسیار خنک و تقریباً سرد است. این روستا دارای ۱۰۰ خانوار جمعیت در حال کار و زندگی است.

## جمعیت
این روستا در دهستان زارم‌رود قرار دارد و براساس سرشماری مرکز آمار ایران در سال ۱۳۸۵، جمعیت آن ۲۷۱ نفر (۷۵خانوار) بوده‌است.

## جنگل‌ها
جنگلهای متصل به روستای ابچین الاش-توسکالش-کمربند-په سر-تنگه-کلبن گذر.

## چشمه‌ها
چشمه‌های این روستا عبارتند از (واچال-خیمتی-لاگدونه-جک سر) وجنگل آن (الاش-سرین سره-په سر-کمربند-)وزمینهای آن (گت آغوزبن-صلواتسی-افتلت-مچکتی-کل بنگذر-هفت تپه-مَلّکی-استِل وَره-دراز تَلِکً-جُوجار چاله- زیرکش -خواستلی -چفت پیش - گردکتی-تلی - دین پشت - دین جه - کل دله -پالیلم - )